# Megalurulus
Megalurulus es un género obsoleto de aves paseriformes en la familia Locustellidae. Todos sus miembros fueron trasladados al género Cincloramphus (Alström et al., 2018).

## Especies
El género contenía las siguientes especies:
- Megalurulus mariei – yerbera de Nueva Caledonia;
- Megalurulus grosvenori – yerbera de Gillard;
- Megalurulus llaneae – yerbera de Bougainville;
- Megalurulus whitneyi – yerbera de Melanesia;
- Megalurulus rubiginosus – yerbera herrumbrosa;
- Megalurulus rufus – yerbera de Fiyi.